# Гроссо, Ги
Ги Гроссо́ (фр. Guy Grosso; настоящее имя Ги Марсе́ль Сарраци́н (фр. Guy Marcel Sarrazin); 19 августа 1933, Бове — 14 февраля 2001, Сен-Жермен-ан-Ле) — французский актёр и конферансье.
Родители Морис Жюль Саррацин (1902—1981) и Март Евфразия Олливьер (1899—1982). В семье уже был старший сын Жан Морис Саррацин.
Ги Саррацин получил известность во Франции в конце 1950-х годов как участник комедийного дуэта «Гроссо и Модо» с актёром Мишелем Модо, с которым снялся в многочисленных фильмах с Луи де Фюнесом в главных ролях.
В том числе, в серии фильмов о жандармах из Сент-Тропе, в которых он сыграл роль жандарма Гастона Трикара.
Ги был женат на Лидии Матильде Санчес.
Дочь: Мари Элен Саррацин
Сын: Гийом Саррацин (1966—2003)
Похоронен на кладбище в Левалуа-Перре.

## Избранная фильмография
| Год  |   | Русское название           | Оригинальное название               | Роль                       |
| ---- | - | -------------------------- | ----------------------------------- | -------------------------- |
| 1961 | ф | Прекрасная американка      | La Belle Américaine                 | эпизодическая роль         |
| 1962 | ф | Процесс                    | The Trial                           | коллега Йозефа К.          |
| 1964 | ф | Взорвите банк              | Faites sauter la banque!            | клиент                     |
| 1964 | ф | Игра в ящик                | Des pissenlits par la racine        | Эмиль, бармен              |
| 1964 | ф | Жандарм из Сен-Тропе       | Le Gendarme De Saint-Tropez         | жандарм Гастон Трикар      |
| 1965 | ф | Разиня                     | Le Corniaud                         | таможенник                 |
| 1965 | ф | Жандарм в Нью-Йорке        | Le Gendarme à New York              | жандарм Гастон Трикар      |
| 1965 | ф | Кутилы                     | Les Bons vivants                    | Гидеон, сутенер            |
| 1966 | ф | Ресторан господина Септима | Le Grand Restaurant                 | официант                   |
| 1966 | ф | Большая прогулка           | La Grande Vadrouille                | болтливый музыкант         |
| 1967 | ф | Большие каникулы           | Les Grandes Vacances                | Шастене, преподаватель     |
| 1968 | ф | Жандарм женится            | Le Gendarme se marie                | жандарм Гастон Трикар      |
| 1970 | ф | Жандарм на прогулке        | Le Gendarme en Balade               | жандарм Гастон Трикар      |
| 1979 | ф | Жандарм и инопланетяне     | Le Gendarme Et Les Extra-Terrestres | жандарм Гастон Трикар      |
| 1980 | ф | Скупой                     | L'Avare                             | Бриндавуа, слуга Гарпагона |
| 1982 | ф | Жандарм и жандарметки      | Le Gendarme et Les Gendarmettes     | жандарм Гастон Трикар      |